# Erik Pevernagie

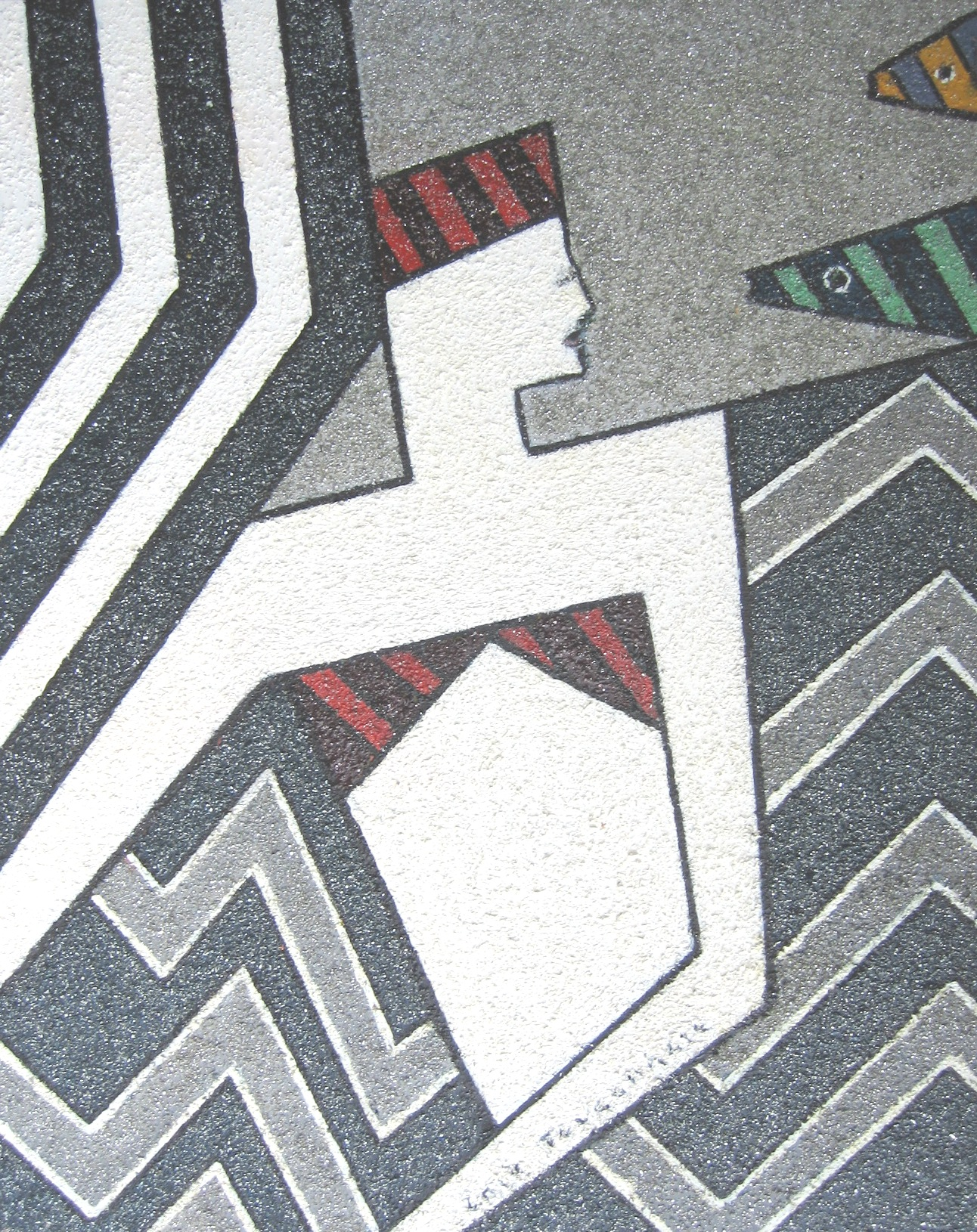
Fisk för kön(100 x 80 cm), olja & metall på duk.

Erik Pevernagie, född 1939, är en belgisk målare. 

## Biografi
Erik Pevernagie, som är son och elev till den expressionistiske konstnären Louis Pevernagie, växte upp i Bryssel. Han blev magister i germansk filologi vid Fria Universitetet i Bryssel 1961 och  avlade doktorsexamen i Cambridge och blev professor vid Erasmus University.

## Konstnärskap
Erik Pevernagie visar hur han erfar saker i deras omgivning. Dessa erfarenheter är för det mesta inte realistiskt avbildade, utan i stället tar han till linjära och geometriska kompositioner. Han projekterar regelbundet glimtar av människans kollektiva minne. För honom bör konsten ses som en social aktivitet. Han ser ett konstverk som en länk, en förbindelse, som för med sig socialt samspel och framkallar känslor. Pevernagie har ställt ut i Paris, New York, Berlin, Düsseldorf, Amsterdam, London, Bryssel och Antwerpen.

## Bibliografi

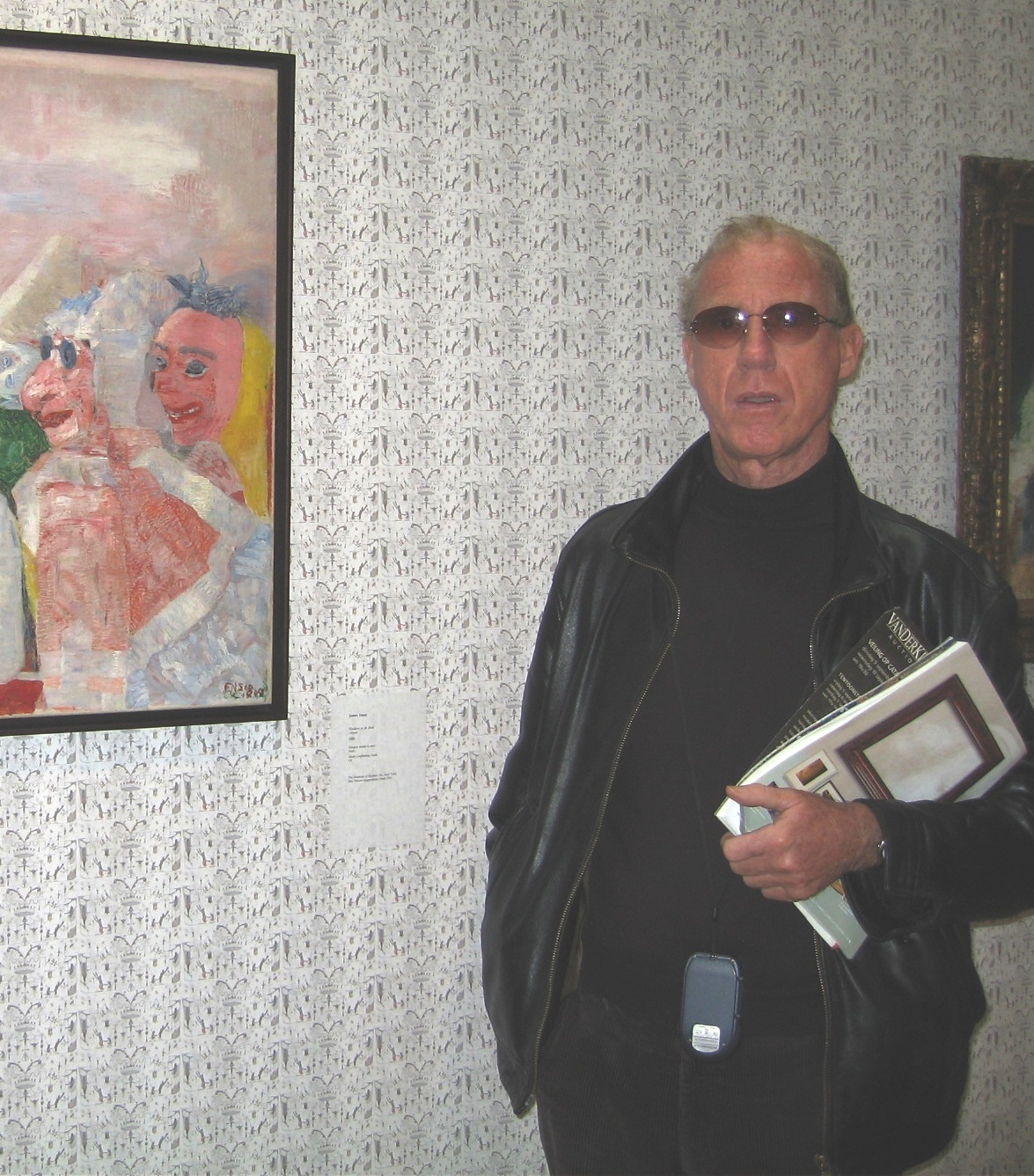
Erik Pevernagie 2009, Museum Antwerpen.